# Schelklingen
Schelklingen là một thị trấn nằm trong huyện Alb-Donau, bang Baden-Württemberg, Đức. Nơi đây cách Ehingen 10 km về phía bắc và cách Ulm 20 km về phía tây. 82% diện tích thị trấn nằm trong Khu dự trữ sinh quyển Swabian Jura.